# Innerspace
Innerspace (bra: Viagem Insólita; prt: O Micro-Herói) é um filme estadunidense de 1987, do gênero aventura cômico-científica, dirigido por Joe Dante, com roteiro de Jeffrey Boam e Chip Proser.
Os roteiristas se inspiraram noutro filme, Fantastic Voyage (Richard Fleischer, 1966), porém em tom de comédia. O diretor incluiu diversas celebridades entre os figurantes, como Frank Millere Chuck Jones.
O filme foi premiado com o Oscar de melhores efeitos visuais.

## Sinopse
Para um experimento científico, piloto de caças é reduzido a um tamanho microscópico e, quando os cientistas se preparavam para injetá-lo num coelho, o laboratório é invadido por espiões que se apossam da seringa. Depois de alguns contratempos, a injeção é aplicada acidentalmente num atendente de supermercado maníaco-depressivo.

## Elenco
- Dennis Quaid ..... Tenente Tuck Pendleton
- Martin Short ..... Jack Putter
- Meg Ryan ..... Lydia Maxwell
- Kevin McCarthy ..... Victor Scrimshaw
- Fiona Lewis ..... Dra. Margaret Canker
- Vernon Wells ..... Sr. Iago
- Robert Picardo ..... Cowboy
- Wendy Schaal ..... Wendy
- Harold Sylvester ..... Pete Blanchard
- William Schallert ..... Dr. Greenbush
- Henry Gibson ..... Sr. Wormwood
- John Hora ..... Ozzie Wexler